# عصام ناصر
عصام ناصر ممثل ومقدم برامج في مملكة البحرين.
مؤهل بكالوريوس إدارة أعمال تخصص إدارية مالية تحصل على وظيفة مقدم برامج بتلفزيون مملكة البحرين من مواليد مدينة المحرق بمملكة البحرين 14 أوت 1974

## مشواره المهني
- عضو مجلس إدارة مسرح أوال ورئيس اللجنة الثقافية والإعلامية.
- عضو مجلس إدارة اتحاد المسرحيين ورئيس اللجنة الإعلامية.
- عضو مجلس إدارة نادي مدينة عيسى الرياضي والثقافي سابقا.
- رئيس اللجنة الفنية والثقافية بنادي مدينة عيسى الرياضي والثقافي سابقا.
- مشرف نشاط المسرح بمركز سلمان الثقافي 2001*2002
- صحفي متعاون بصحيفة الأيام 2001*2003 .
- صحفي متعاون بجريدة الوطن * معد ومحرر صفحة الخشبة سابقا.
- مسؤل العلاقات العامة والإعلام بمجموعة أطياف الفنية سابقا.
- مراسل صحفي لمجلة بنت الخليج الإماراتية 2009 سابقا.
- البداية الفعلية 1998 من خلال مسرحية سفية الإصلاح لمخرجها جمال الصقر

## الأعمال المسرحية
- مسرحية سفينة الإصلاح من إخراج جمال الصقر.
- مسرحية لا تلعب وياه من إخراج جمال الصقر.
- مسرحية سدرة الحجر إخراج مشترك من جمال الصقر – حسين الحليبي.
- مسرحية الجمهور عاوز كده من إخراج إسحاق عبد الله
- مسرحية واقدساه من إخراج إسحاق عبد الله.
- مسرحية الذئب والكتاكيت من إخراج جمال الصقر.
- مسرحية فلسطين الحبيبة من إخراج جمال الصقر.
- مسرحية عود ثقاب من إخراج جمال الغيلان.
- مسرحية وغنيت من إخراج جمال الغيلان.
- مسرحية الكارثة إخراج من عبد الله السعداوي.
- مسرحية أبني المتعصب من إخراج عبد الله السعداوي.
- مسرحية السلك من الرفيع من إخراج نضال العطاوي.
- مسرحية الليل من إخراج حسن منصور
- مسرحية أرض الملوك من إخراج ياسر ناصر
- أبوريت أهلا بالأشقاء من إخراج عصام ناصر
- مسرحية الصرخـــــــة من إخراج طاهر محسن
- مسرحية مظلتي ما تزال مبللة من إخراج جمال الصقر
- الأوبريت الفني الذي أقيم تحت رعاية وزارة الداخلية البحرينية بمناسبة الذكرى السابعة لميثاق العمل الوطني في البحرين.

## الأعمال التلفزيونية
- مسلسل سماء ثانية إخراج أحمد يعقوب المقلة.[2]
- مسلسل السديم من إخراج أحمد يعقوب المقلة.
- مسلسل الكلمة الطيبة من إخراج جمال الشوملي.
- مسلسل بقايا رماد من إخراج جمال الشوملي.
- مسلسل صور من الحياة من إخراج جمال الشوملي
- مسلسل بلا رحمة من إخراج محمد سلمان
- مسلسل القناص من إخراج رائد الدرازي
- مسلسل الفجر المستحيل من إخراج ياسر ناصر
- مسلسل لعنة امرأة من إخراج يوسف حموده
- مسلسل بنات آدم من المخرج أحمد يعقوب المقلة
- مسلسل لولو ومرجان
- مسلسل برايحنا
- مسلسل أهل الدار [3]
- مسلسل حزاوينا خليجية من المخرج أحمد يعقوب المقلة

## الأعمال الإذاعية
- طرفة بن العبد
- مشاريع وإنجازات
- عوايدنا
- صباح الخير يابحرين
- صباحكم رايق
- عدد من البرامج الإذاعية الخاصة بالمناسبات الوطنية والخليجية في البحرين

## البرامج التلفزيونية
- قبس من فن
- أنا البحرين
- الناس
- باب البحرين
- رماضانيات باب البحرين
- مستشارك الصحي
- كفو
- عدد كبير من البرامج الخاصة بالمناسبات الوطنية والخليجية

## المشاركات الخارجية
- اللقاء الاجتماعي الثالث لشباب دول مجلس التعاون لدول الخليج العربية بالرياض، المملكة العربية السعودية للفترة من 3-15/7/2002م.
- المهرجان المسرحي لشباب دول مجلس التعاون لدول الخليج العربية بدولة الكويت، الدورة السابعة 15 – 23/10/2003م.
- مهرجان عمان 2008 في الفترة 15-22-2008.
- مهرجان اتحاد المسرحين الأول يونيو 2009 بالقاهرة.
- احتفال الأمانة العامة بمناسبة مرور 35 عام على قيام مجلس التعاون الخليجي بالمملكة العربية السعودية- مايو 2016.

## المساهمات الفنية
- النشاط الصيفي بمركز سلمان الثقافي للأطفال * 2001.
- أوبريت عيد العلم * وزارة التربية والتعليم * 2002.
- الإشراف على ورشة مسرحية بمدرسة صلاح الدين الأيوبي * 2004.
- التحكيم في مسابقة الأداء المسرحي الخاصة بمسابقة الطفل للثقافة والفنون «أنا والعالم من حولي» 2006.
- أفتتاح بيت الشاعر إبراهيم العريض برعاية سمو ولي العهد.

## الجوائــز
- جائزة أفضل ممثل دور أول لعام 2006 عن دوره في مسرحية الصرخة.
- إشادة التميز لعام 2007 من قبل لجنة التحكيم عن دوره في مسرحية سبع ليالي لمخرجها خليفة العريفي.

## فيديوهات
- برنامج الناس الحلقة عن النمط السلوكي للبنات ((البويات)) أعداد وتقديم المتألق عصام ناصر
- برنامج سماء ثانية
- برنامج انا البحرين مداخلة تاجر المواشي علي الفضالة

## وصلات خارجية
- جريدة البلاد: إعلامنا حقق الكثير من النقلات النوعية... ناصر “أنا البحرين” مدرسة إعلامية تعلمت فيها أبجديات الإعلام الحديث
- عصام ناصر: «الناس» هاجسي وحاولنا الخروج عن القالب الكلاسيكي من خلاله